# Havengebouw (Amsterdam)
Het Havengebouw is een kantoorgebouw aan de De Ruijterkade in Amsterdam. Het gebouw staat op een prominente locatie aan het IJ. Het hoofdkantoor van het Havenbedrijf Amsterdam is hier gevestigd. Daarnaast zijn er andere bedrijven en instellingen en woningen.

## Geschiedenis

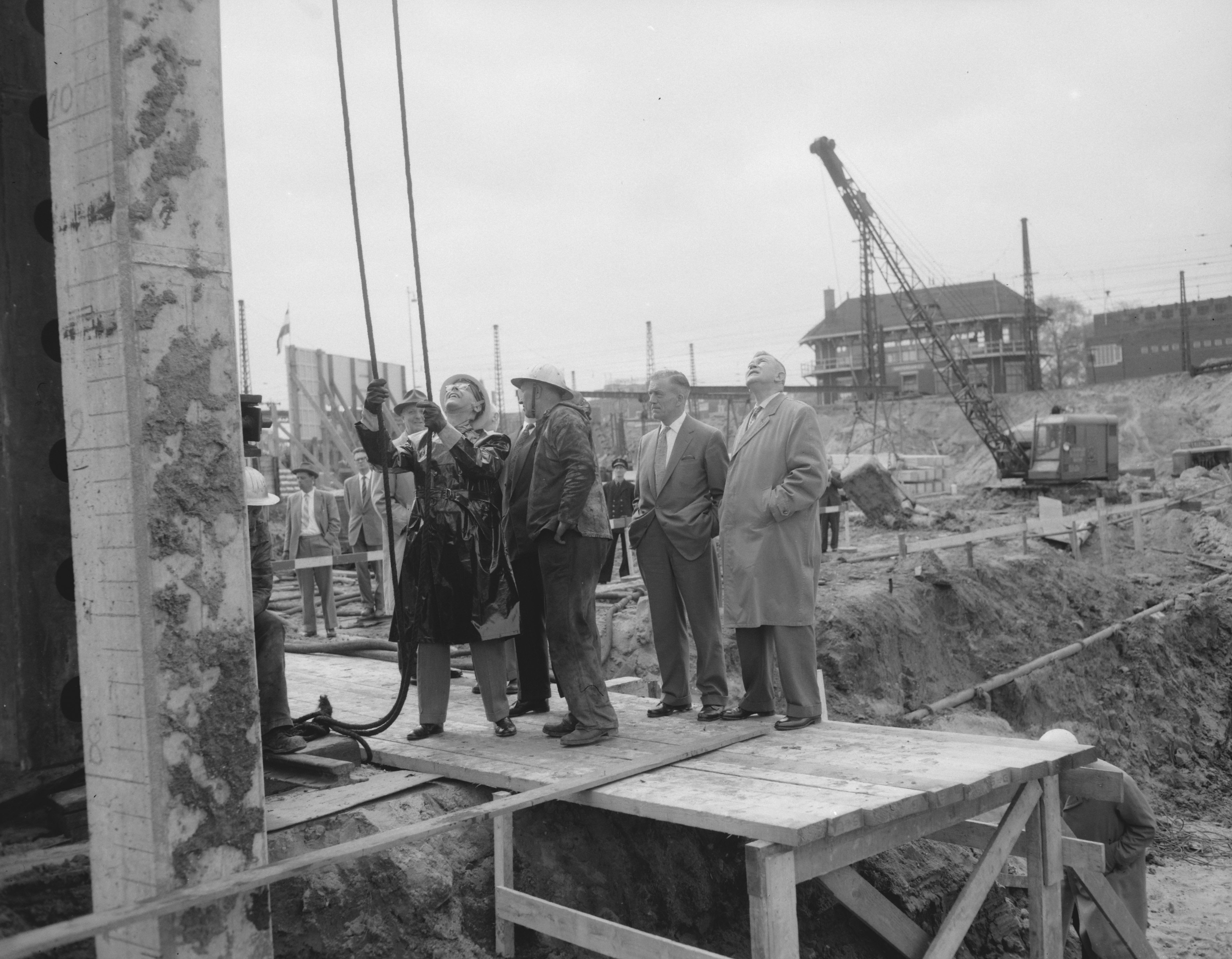
slaan van eerste paal door Burgemeester Van Hall 1958

In de jaren vijftig en zestig streefde de Amsterdamse gemeenteraad naar een verregaande cityvorming binnen de grachtengordel. Het Havengebouw van W.M. Dudok en R. Magnée uit 1960 is een van de weinige concretiseringen van de gemeenteplannen voor hoogbouw in de binnenstad uit de wederopbouwperiode van na de Tweede Wereldoorlog.
De Amsterdamse gemeenteraad koos in 1953 voor een functionalistisch ontwerp van de befaamde architect Willem Dudok, waar men getuige een raadsverslag uit die tijd zeer over te spreken was: "De gemeente verwacht dat door de verwezenlijking van het plan een zeer grote verbetering van het uiterlijk van deze omgeving tot stand zal worden gebracht en dat dit gedeelte van de IJ-oever hierdoor een aantrekkelijk punt in de haven zal worden."
Het nieuwe Scheepvaarthuis, dat de locatie aan de Prins Hendrikkade zou vervangen, telde dertien verdiepingen, waarvan de hoogste twee door een restaurant, bedrijfskantine, café en bar werden ingenomen. De schetsen van Dudok getuigen van een optimistisch vooruitgangsstreven met op het dak landende helikopters en drukke verkeersstromen op de begane grond. Slechts een deel van het ontwerp werd uitgevoerd; een zeven verdiepingen hoog bouwblok - parallel aan het water en loodrecht op het Havengebouw - werd uiteindelijk nooit uitgevoerd. Tot grote spijt van Dudok. Bij de opening van het gebouw op 14 mei 1960 stelde hij dat bepaalde delen van het gebouw alleen kunnen worden begrepen wanneer het bijgebouw er ook zou komen.
In 2007 werd het Havengebouw een gemeentelijk monument.